# 린다 피오렌티노
린다 피오렌티노(Linda Fiorentino, 1958년 3월 9일 ~ )는 미국의 배우이다.

## 출연 작품
- 맨 인 블랙 1
- 웨어 더 머니 이즈
- 라스트 시덕션